# Sikinos
Sikinos (druhý pád Sikinu) (řecky Σίκινος) je řecký ostrov ve východní části souostroví Kyklady v Egejském moři. Spolu se čtyřmi neobydlenými ostrůvky tvoří stejnojmennou obec. Ostrov Sikinos má rozlohu 41,676 km² a obec 42,507 km². Nachází se 31 km severozápadně od ostrova Santorini, 47 km východně od Milu a 33 km jihozápadně od Naxu. Obec je součástí regionální jednotky Théra v kraji Jižní Egeis.

## Obyvatelstvo
V roce 2011 žilo v obci 273 obyvatel, přičemž většina obývala hlavní město Sikinos. Celý ostrov tvoří jednu obec, která se nečlení na obecní jednotky a komunity a skládá se přímo ze 2 sídel a 4 neobydlených ostrůvků. V závorkách je uveden počet obyvatel jednotlivých sídel.
- obec, obecní jednotka a komunita Sikinos (273)
  - sídla na hlavním ostrově — Alopronia (89), Sikinos (184) – neobydlené ostrůvky — Avoladonisi (0), Kalogeros (0), Karavos (0), Kardiotissa (0).